# 김남수 (연출가)
김남수는 대한민국의 텔레비전 드라마 연출감독이다.

## 드라마
- 2023년 NETFILX 오리지널 드라마 《정신병동에도 아침이 와요》 ... 공동연출